# Труфакинцы
Труфакинцы — деревня в Нагорском районе Кировской области в составе Чеглаковского сельского поселения.

## География
Находится на расстоянии примерно 6 километров по прямой на северо-запад от районного центра поселка Нагорск.

## История
Упоминается с 1873 года, когда в ней было отмечено 5 дворов и 55 жителей. В 1905 году дворов 10 и жителей 88, в 1926 15 и 101, в 1950 11 и 101. в 1989 году учтено 26 жителей .

## Население
Постоянное население  составляло 39 человек (русские 95%) в 2002 году, 24 в 2010.